# Bregottfabriken

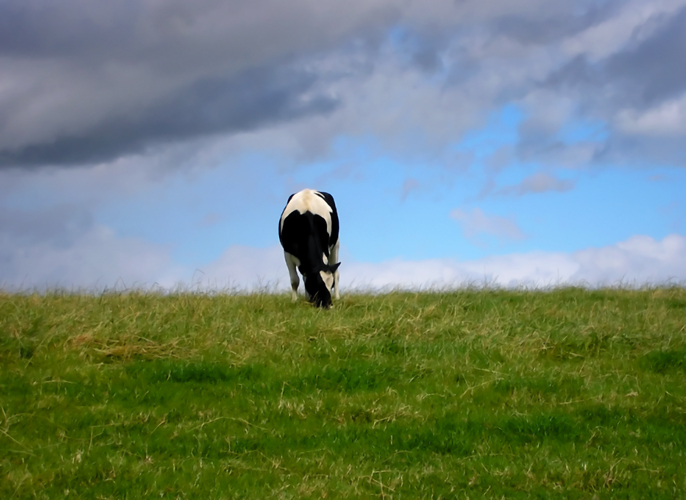
Sedan 1995 används ofta svart-vita kor på grönbete i reklamkampanjer för Bregott.

Bregottfabriken är en slogan och reklamidé för Bregott från mejeriföretaget Arla Foods.
Idén lanserades hösten 1995. Det går i stort ut på att visa upp bilder på "glada" kor på grönbete. Med dessa bilder följer en bildtext som blir humoristisk eller paradoxal i kombination med bilden, ofta genom att spela på företeelser i mänskligt arbetsliv. Ett tidigt exempel var texten "Full fart i Bregottfabriken" i kombination med en bild på vilande kor. Syftet med detta är, som med all reklam och marknadsföring, att allmänheten skall få en positiv inställning till företaget och dess produkter.
Idén om Bregottfabriken skapades av reklambyrån Stenström & Co som fortsatte producera kampanjen fram till år 2013 när den togs över av Åkestam Holst. De första reklamfilmerna spelades in i Brösarps backar på Österlen. Inspelningsplatsen flyttades 2013 till en gård i Valinge nordöst om Varberg.
I november 2006 belönades kampanjen med utmärkelsen 100-wattaren för långsiktig varumärkesvård. År 2021, när konceptet använts i 25 år, belönades det återigen med 100-wattaren i kategorin "långsiktigt".
I april 2010 lanserades mobilapplikationen Mini-Mu med koppling till Bregottsfabrikskonceptet. Applikationen fick dåliga recensioner och drogs in efter mindre än ett halvår.
Förutom Arlas reklamvideor för den svenska mejeriindustrin har även Djurens Rätt producerat en "Bregottfabriksvideo", 2001. I maj 2015 sände Uppdrag granskning ett kritiskt reportage om Arla som gavs titeln "Kris i Bregottfabriken".

## Exempel
Några exempel på annonser och reklamfilmer ur kampanjen.
| Ung. år | Slogan                            | Bild                                           |
| ------- | --------------------------------- | ---------------------------------------------- |
| 1995    | "Full fart i Bregottfabriken"     | Vilande kor.                                   |
| 1996    | "Skiftbyte i Bregottfabriken"     | Kor som går i två led åt olika håll.           |
| 1997    | "Övertid i Bregottfabriken"       | Ko i skymning med måne.                        |
| 1998    | "Fikapaus i Bregottfabriken"      | Kor som dricker vid ett tråg.                  |
| 1999    | "Distansarbete i Bregottfabriken" | En ko i förgrunden med flera kor i bakgrunden. |